# Krantor z Soloj
Krantor z Soloj na Cyprze (gr. Κράντωρ IV/III wiek p.n.e.) – grecki filozof, uczeń Ksenokratesa i Polemona. Przyjaźnił się z Kratesem i Arkesilaosem, któremu miał pozostawić swój majątek.
Autor komentarzy do Platona i pamiętników, głównie o tematyce etycznej. Żadne z jego dzieł nie zachowało się do naszych czasów, mimo że miały one objętość 30 000 wierszy.